# Fairey N.4
Le Fairey N.4 était un hydravion britannique de reconnaissance à long rayon d'action des années 1920. Conçu et construit par la Fairey Aviation Company Limited pour répondre à une requête de l'amirauté concernant un grand avion de reconnaissance quadrimoteur, cet aéronef à cinq places fut le plus gros hydravion du monde lorsqu'il effectua son premier vol, en 1923.

## Conception et développement
Constatant une amélioration de l'expérience acquise avec les hydravions en 1917, l'amirauté (Admiralty) publia la Specification N.4, qui demandait la conception d'un hydravion de reconnaissance quadrimoteur à long rayon d'action. L'amirauté commanda deux avions à la compagnie Fairey et un à la Phoenix Dynamo Manufacturing Company (en). Fairey sous-traita la construction de son deuxième exemplaire à la Dick, Kerr & Co. (en) de Lytham St Annes, dans le Lancashire.
Le N.4 était un appareil de type sesquiplan, propulsé par deux paires de moteurs montés en configuration « push-pull » dans deux Nacelles installées entre les deux plans, une configuration assez courante à cette époque. Chaque moteur entraînait une hélice à quatre pales.
Le second N.4 (nommé « Atlanta ») fut achevé en 1921 et vola pour la première fois le 4 juillet 1923, propulsé par quatre moteurs V12 à refroidissement liquide Rolls-Royce Condor IA (en) d'une puissance de 650 ch (485 kW) chacun. La coque fut construite à Hythe par May, Harden & May puis livrée à Lytham St Annes pour être assemblée. L'avion fut ensuite complètement démonté, transporté par la route jusqu'à l'île de Grain, puis stocké là avant son premier vol,.
Le troisième N.4, le Mk.II (nommé « Titania »), comprenait des améliorations et les moteurs Condor III plus modernes. La coque, dessinée par Linton Hope (en) et construite sur le fleuve Clyde par les constructeurs de yachts Fyffes, fut livrée à la compagnie Fairey sur la rivière Hamble, près de Southampton, pour y être assemblée puis transportée à l'île de Grain. Titania ne vola pas tout de suite et fut stocké un moment, n'effectuant son premier vol que le 24 juillet 1925,.
Le rival et premier N.4 (aussi nommé « Atalanta »), assemblé par Phoenix Dynamo avec une coque conçue par Charles Nicholson et construite par la Gosport Aircraft Company (en), fut également transporté vers l'île de Grain, mais ne vola jamais et fut envoyé à la casse, en raison d'une perte d'intérêt du service pour les hydravions de grandes dimensions,. En avril 1919, quand la coque était encore complète, le magazine Flight International rapporta que l'avion aurait même été plus grand que le Felixstowe Fury.

## Galerie photographique

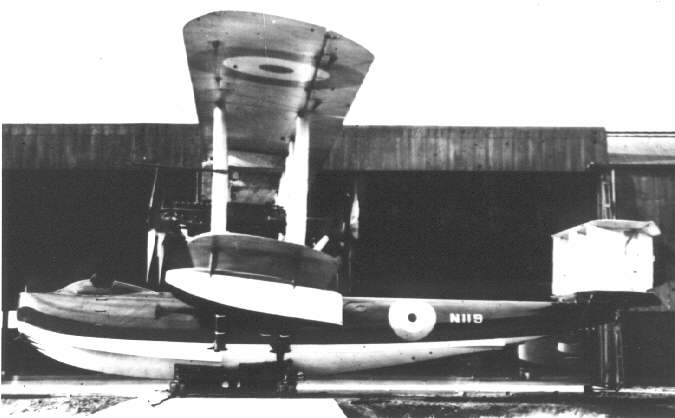
Le Fairey N.4 Mk.I « Atalanta » (N.119).
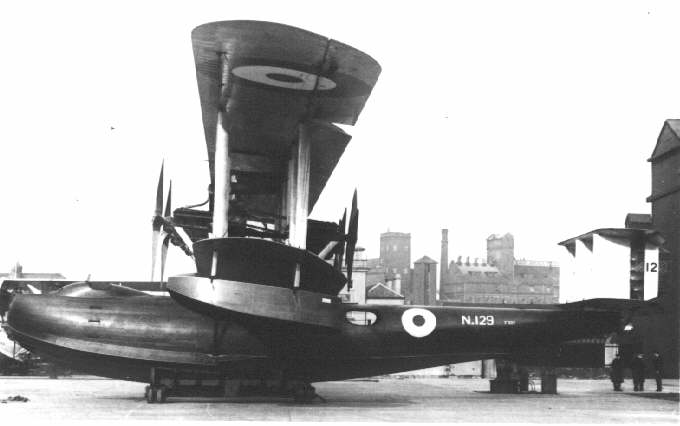
Le Fairey N.4 Mk.II « Titania » (N.129), photographié à Felixstowe.